# كين بارلو (كرة سلة)
كين بارلو (بالإنجليزية: Ken Barlow)‏ مواليد 20 سبتمبر 1964 في إنديانابوليس، هو لاعب كرة سلة أمريكي معتزل. بدأ مسيرته الاحترافية في سنة 1986. تم اختياره من قبل فريق لوس أنجلوس ليكرز خلال الدرافت. حمل الرقم 8. يبلغ طوله 6 قدم 10 بوصة (2.1 م). اعتزل اللعب في 2002.

## المسيرة الاحترافية
لعب مع أولمبيا ميلانو في الدوري الإيطالي في موسم 1986–1987، ثم لعب مع مكابي تل أبيب لكرة السلة من سنة 1987 إلى 1990، ثم لعب مع فيولا ريدجو كالابريا في الدوري الإيطالي في موسم 1993–1994، ثم لعب مع تريفيزو لكرة السلة في سنة 1994، ثم لعب مع نادي مونتكاتيني الرياضي من سنة 1997 إلى 1999، ثم لعب مع دينامو باسكت ساساري في الدوري الإيطالي في موسم 1999–2000، ثم لعب مع دون بوسكو ليفورنو من سنة 2000 إلى 2002.

## الإنجازات
- 1988 الدوري الأوروبي لكرة السلة النهائي (الثاني)
- 1989 الدوري الأوروبي لكرة السلة النهائي (الثاني)
- 1992 كأس سابورتا (النهائي)
- 1993 الدوري الأوروبي لكرة السلة (المركز الثالث)

## روابط خارجية
- كين بارلو على موقع سبورتس رفرنس (الإنجليزية)
- كين بارلو على موقع كرة السلة الأوروبية.كوم (الإنجليزية)
- كين بارلو على موقع كلية كرة السلة في سبورتس رفرنس.كوم (الإنجليزية)
- كين بارلو على موقع ريلجم (الإنجليزية)
- كين بارلو على موقع بروبوليرز (الإنجليزية)
- كين بارلو على موقع سبورتس رفرنس (الإنجليزية)